# Polyura kalaonicus
Polyura kalaonicus är en fjärilsart som beskrevs av Rothschild 1898. Polyura kalaonicus ingår i släktet Polyura och familjen praktfjärilar. Inga underarter finns listade i Catalogue of Life.